# Monogenese (taalkunde)
Monogenese is het idee dat alle talen zouden afstammen van een en dezelfde proto-taal die 100.000 tot 200.000 jaar geleden aan het eind van het Paleolithicum gesproken werd, het Proto-World.
Monogenese volgde aanvankelijk vanuit Bijbelse overwegingen waarbij Hebreeuws de moedertaal was. Het wetenschappelijke idee van monogenese werd geopperd door de Italiaanse taalkundige Alfredo Trombetti in zijn boek L'unità d'origine del linguaggio (1905). De belangrijkste verdediger van deze theorie in de Verenigde Staten was in de 20e eeuw Morris Swadesh. Hij ontwikkelde twee verschillende methoden om verregaande verwantschappen tussen talen nauwkeurig te onderzoeken, de glottochronologie en de lexicostatistiek. Ook Joseph Greenberg was een voorstander van het monogenese-idee. Eigentijdse voorstanders van monogenese zijn Merritt Ruhlen, John Bengtson en Harold Fleming.
Het tegenovergestelde van monogenese is polygenese. Volgens deze laatste opvatting is er geen gezamenlijke oerbron van alle talen en heeft het hypothetische Proto-World dus nooit bestaan. In plaats daarvan zouden de verschillende vormen van menselijke taal in verschillende delen van de wereld waar de oorspronkelijk uit Afrika afkomstige homo sapiens heen zou zijn geëmigreerd onafhankelijk van elkaar zijn ontstaan bij gemeenschappen die voorheen in het geheel geen taal bezaten. Op deze manier zijn alle talen dus in wezen nog steeds op dezelfde manier ontstaan, alleen volledig onafhankelijk van elkaar. Het idee van polygenese van de menselijke taal sluit de enkele-oorspronghypothese dus niet uit.
Op grond van het beschikbare bewijsmateriaal is het onmogelijk om aan een van deze twee theorieën meer geloof te hechten, aangezien het bewijsmateriaal voor een gezamenlijke oorsprong niet meer dan 9000 jaar terugreikt wat alle Indo-Europese talen betreft en niet meer dan 10.000 jaar voor alle Afro-Aziatische talen. Dit is nog maar een fractie van alle talen die momenteel op de wereld worden gesproken of ooit gesproken zijn. Er is voorgesteld om in de toekomst nog meer kenmerken van talen uit verschillende taalfamilies met elkaar te vergelijken, teneinde bepaalde theorieën verder te kunnen onderbouwen dan wel uit te sluiten. Zo zou er in ieder geval meer uitsluitsel omtrent de hypothese van het Nostratisch moeten kunnen komen.